# Ninon de Lenclos

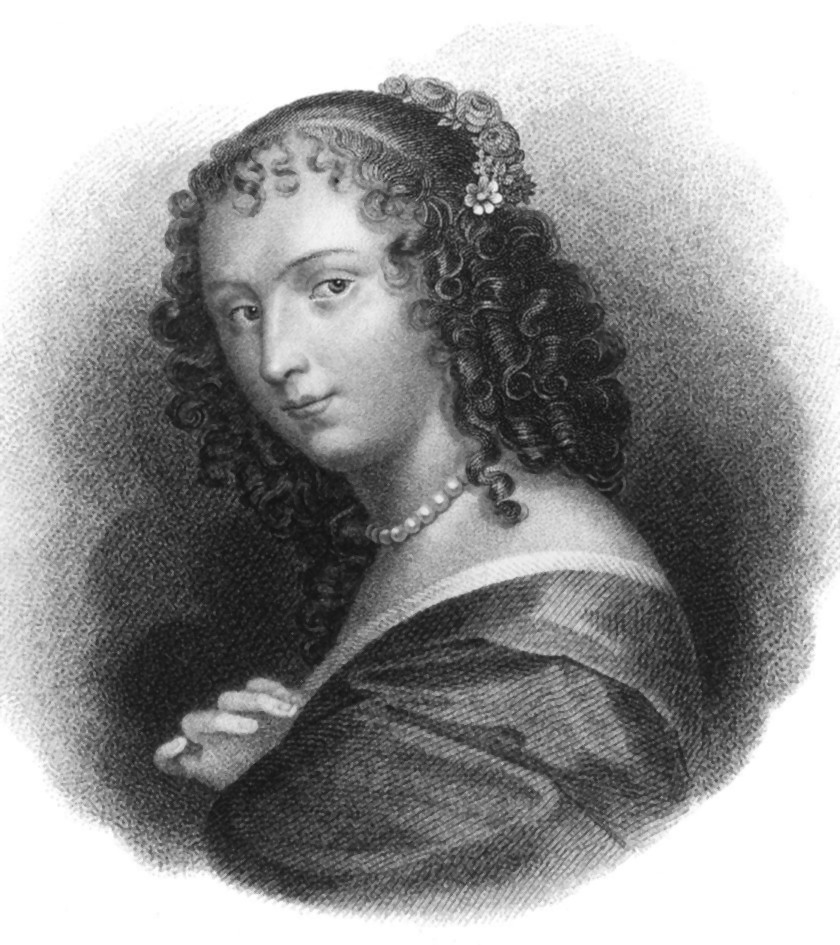
Ninon de Lenclos

Ninon de Lenclos (ur. 15 maja 1616, zm. 17 października 1706) – słynna paryska kurtyzana, wolnomyślicielka i skandalistka.
Prowadziła prestiżowy salon arystokratyczno-literacki, którego bywalcem byli m.in. Blaise Pascal, Jean-Baptiste Lully i Jean de La Fontaine. 
Wśród paryżan uchodziło za modne cieszyć się jej względami i wielu o nie zabiegało, choć nie miała w zwyczaju mieć więcej niż jednego kochanka w jednym czasie. Uchodziło jej to, ponieważ miała wielu ustosunkowanych przyjaciół. Ceniono też jej wykształcenie i smak literacki. Jej rad zasięgał m.in. Molier. Jest autorką i adresatką listów, które przeszły do klasyki epistolografii francuskiej.
11-letni Voltaire jako chłopiec otrzymał od niej w 1705 roku pieniądze na zakup książek.
Arystokrata-pamiętnikarz Louis de Rouvroy, książę de Saint-Simon wspomina o próbie, jaką podjęła pod koniec życia Ninon markiza de Maintenon (dawna przyjaciółka kurtyzany), by wysłać ją do klasztoru, gdzie miała odpokutować za swe grzechy. Ninon powiadomiła ją, że wybierze zakon franciszkanów, słynący z rozpusty. Odpowiedź ta rozbawiła markizę, która zostawiła Ninon w spokoju.
Do końca życia zachowała żywy umysł i urodę. Jej śmierć była sensacją.